# Tiktaalik
A Tiktaalik az izmosúszójú halak egy kihalt neme, mely a késő devon időszakban élt. Számos jellege rokonságot mutat a négylábú állatok jegyeivel, s számos más, az izmosúszójú halak osztályába tartozó halhoz hasonlóan korának sekély, oxigénszegény vizes élőhelyéhez történő adaptációt mutat, mely a kétéltűek evolúciójához vezetett. Jó állapotban lévő fosszíliái 2004-ben Kanadában, a Nunavut tartományban lévő Ellesmere-szigeten kerültek elő, máig több mint 20 példány maradványait találták meg. A legutóbbi, 2013 végén publikált, maradvány már nem csak az állat elülső részét tartalmazza, de jól megőrződött medence régiót is.
A Tiktaalik körülbelül 375 millió éve élt. A paleontológusok szerint átmenetet képvisel a 380 millió évvel ezelőtt élt Panderichthyshez hasonló halak és a 365 millió évvel ezelőtt élt Acanthostegához és Ichthyostegához hasonló négylábúak között. Mivel felépítésében halakra és négylábúakra emlékeztető jegyek egyaránt felfedezhetők, ezért egyik felfedezője, Neil Shubin „fishapod” („hal-lábú”) névvel jellemzi.

## Kinézet
A Tiktaalik mint átmeneti fosszília mind a halakra, mind a négylábúakra jellemző tulajdonságokkal rendelkezik. Hal jellemző a kopoltyú, a pikkelyek és halforma úszó. Négylábú tulajdonsága a mozgatható nyak, külön vállövvel, a bordacsontok és tüdő. "Hal-láb", azaz átmeneti tulajdonság, a fülrégió és a kar szerkezete. A négylábú kar alapszabást legegyszerűbb úgy leírni, hogy egy csont, két csont, sok csont, ujjak (öt vagy kevesebb). A Tiktaalik rendelkezik felkarcsonttal és combcsonttal (egy csont); singcsonttal, orsócsonttal a mellső végtagon és a szárkapocscsonttal és a sípcsonttal a hátsó végtagon (két csont); valamint a kézközépcsonttal és lábközépcsonttal (sok csont). Ujjai viszont nincsenek, helyette sugaras úszót találunk karja végén. A Tiktaalik a kézközépcsontok, azaz a működőképes csuklóízület, tekintetében volt újdonság. A korábban ismert Eusthenopteron vagy Panderichthys még nem rendelkezett csuklóval, míg az Acanthostega-nak már ujjai is voltak. A Tiktaalik elülső úszói révén képes volt a földön megtámasztani magát és kiemelkedhetett a vízből.

Az állat feji csontjainak vizsgálata is több átmeneti jelleget tárt fel. A koponya csontjai és az állkapocs között elhelyezkedő állkapocs-nyelvcsonti nyúlvány (os hyomandibulare), amelyből négylábúakban később a belső fül kengyelje evolválódik, redukálódott és irányultsága megváltozott. Halakban ez a csont fontos szerepet tölt be kopoltyúlégzésben, s ahogy a kopoltyúk szerepe csökken, úgy redukálódik ez a csont, míg végül a négylábúakban a hallásban vesz részt. A fejforma ellaposodik, a koponya alsó része (basicrranium) és állkapocs felső részének (palatoquadrate) ízesülése változik, mozgathatósága csökken. A koponyán belüli ízületek eltűnnek. A fej elülső része (ethmosphenoid) megnyúlik a hátsó (otic-occipital) régióhoz képest.

A Tiktaalik a test többi részétől függetlenül mozgatható nyakkal rendelkezik. A halak a vízben a teljes test forgatásával irányulnak, például zsákmányuk felé, míg ez a szárazföldön a földön való támaszkodás következtében nehézkes, így a mozgatható nyak előnyös.
Az először leírt maradványnak nem volt meg a hátsó része, így medencéjéről ismerettel nem rendelkeztek. Más fosszilis izmosúszójú halak, mint például a Eusthenopteron, medencéje fejletlen és viszonylag kicsi. A négylábúak ősét így mindig "elsőkerék-meghajtásúnak" gondolták, amely fejlett vállövvel és erős mellső úszókkal rendelkezett, de medencéje és hátsó úszója gyenge volt, s lényegesen nem járult hozzá a szárazföldön való mozgáshoz. Sokáig úgy gondolták, hogy a Tiktaalik-é is ilyen, s ezért helyeztek hangsúlyt a tényre, hogy elülső végtagjaival is képes lehetett törzsét a földtől elemelni. A 2004-ben előkerült példánynak viszont később sikerült a hátsó részét is kiszabadítani a kőből, így a medenceöv jobb oldala és az úszó egy része is előkerült. További ásatások során összesen 4 újabb egyed medencéje került elő. A majdnem teljes csontváz alapján megállapítható, hogy a Tiktaalik medenceöve és vállöve hasonló méretű, ami jellemző a négylábúakra, de nem jellemző a izmosúszójú halakra. A halakhoz hasonlóan ízületi gödör hátrafele helyezkedik el, de négylábúakra hajazó jellegként jobban oldalirányba mutat. A Tiktaalik hátsó végtagja olyan hosszú lehetett mint az első, s lehetővé tehetett valamilyen, járást is.
Fontos leszögezni, hogy az átmeneti formák nem szükségszerűen egy leszármazási vonal tagjai, tehát nem állítható, hogy a Tiktaalik minden négylábú őse lenne. Sőt 2010-ben Lengyelországban olyan, jó állapotban konzerválódott négylábú lábnyomokat találtak, amelyek 10 millió évvel fiatalabbak, mint a Tiktaalik. Amennyiben ez igaz, úgy a Tiktaalik inkább egy továbbélő relikvia, mintsem a hal – négylábú átmenet egy állomása. Megjegyzendő, hogy a lengyel lábnyomok, amelyek alapvetően csak a szárazföldön járást bizonyítják, de az ujjak meglétét nem, származhattak szárazföldön járó halaktól is.

## Felfedezés
2004. júliusában találták az első Tiktaalik csontvázat az észak Kanadai Nanavut tartományban levő Ellesmere-szigeten, a késői devoni folyóüledékből keletkező kőzetben. Az expedíció során összesen három Tiktaalik csontvázat találtak. A faj létezésekor az Ellesmere-sziget Laurentia része volt és az egyenlítő környékén, a meleg égövben helyezkedett el.

A felfedezésését a Nature 2006. április 6-ai számában publikálta Edward B. Daeschler (Drexel Egyetem Természettudományos Akadémiája), Neil H. Shubin (Chicagói Egyetem) és ifjabb Farish A. Jenkins (Harvard Egyetem).

A Tiktaalik név a menyhal (Lota lota) inuktitut neve. A felfedezők kikérték a Nanavut területen élő törzsi vezetők véleményét az elnevezéssel kapcsolatban, akik a Tiktaalik és a Siksagiaq neveket ajánlották.

## Külső hivatkozások
- Nyakát is forgatta a gerincesek ősének tekintett hal
- Nem úgy zajlott az evolúció egyik legnagyobb lépése, ahogy eddig gondolták